# Carlo Massullo
Carlo Massullo, född den 13 augusti 1957 i Rom, Italien, är en italiensk idrottare inom modern femkamp.
Han tog OS-guld i lagtävlingen och individuellt OS-brons i samband med de olympiska tävlingarna i modern femkamp 1984 i Los Angeles.
Han tog OS-silver i lagtävlingen och även OS-silver individuellt i samband med de olympiska tävlingarna i modern femkamp 1988 i Seoul.
Han tog därefter OS-brons i lagtävlingen i samband med de olympiska tävlingarna i modern femkamp 1992 i Barcelona.